# Shanghai Shenhua
Der Shanghai Shenhua Football Club (chinesisch 上海申花足球俱乐部, Pinyin Shànghǎi Lǜdì Shēnhuā Zúqiú Jùlèbù), im deutschsprachigen Raum bekannt als Shanghai Shenhua, ist ein chinesischer Fußballverein aus Kangqiao, einem Vorort der Stadt Shanghai. Er ist in der höchsten Liga, der Chinese Super League (CSL), vertreten.

## Vereinsgeschichte

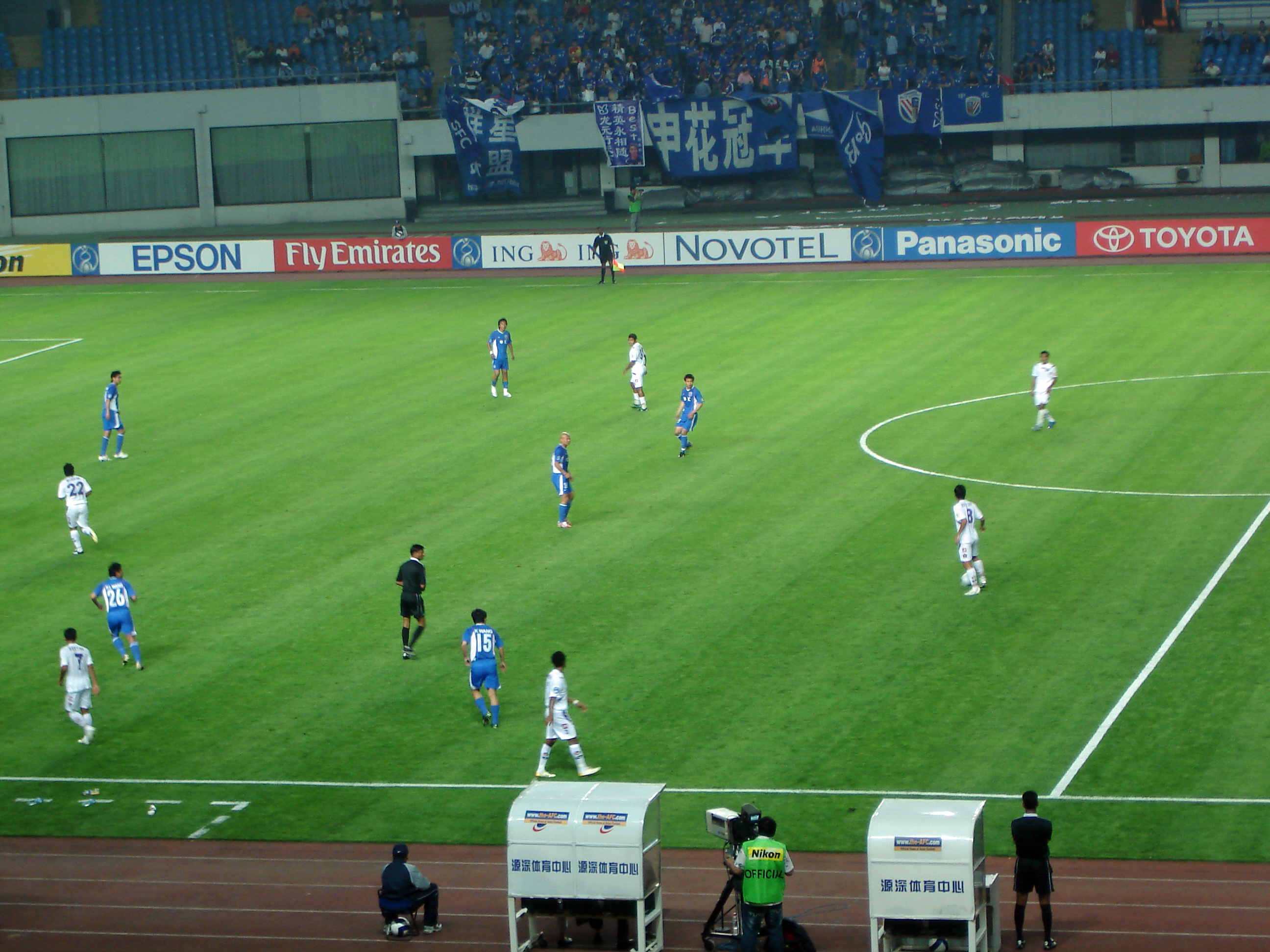
Shanghai Shenhua gegen Persik Kediri im Yuanshen Stadium (AFC Champions League 2007)

Der Klub wurde am 10. Dezember 1993 gegründet und spielt im Hongkou-Stadion (Kapazität 35.000) in Shanghai. Der erste Sponsor war eine lokale Firma namens „Shenhua“. 2001 wechselte der Sponsor, und der offizielle Vereinsname lautete seither „Shanghai Shenhua SVA SMEG Football Club (SFC)“. Im Jahr 2007 kaufte der Unternehmer Zhu Jun, der auch Eigentümer des Stadtrivalen Shanghai United ist, einen großen Anteil des Vereins auf. Er benannte den Verein nach „Shanghai Shenhua Liansheng Football Club“ um. Bisher konnte der Klub elf nationale Titel gewinnen, davon wurde die Meisterschaft 2003 wegen einer Spielmanipulation jedoch nachträglich aberkannt.

## Platzierungen
| Saison   | 2004 | 2005 | 2006 | 2007 | 2008 | 2009 | 2010 | 2011 | 2012 | 2013 | 2014 | 2015 | 2016 | 2017 | 2018 | 2019 | 2020 | 2021 | 2022 | 2023 | 2024 |
| -------- | ---- | ---- | ---- | ---- | ---- | ---- | ---- | ---- | ---- | ---- | ---- | ---- | ---- | ---- | ---- | ---- | ---- | ---- | ---- | ---- | ---- |
| Liga     | 1    | 1    | 1    | 1    | 1    | 1    | 1    | 1    | 1    | 1    | 1    | 1    | 1    | 1    | 1    | 1    | 1    | 1    | 1    | 1    | 1    |
| Position | 10   | 2    | 2    | 4    | 2    | 5    | 3    | 11   | 9    | 8    | 9    | 6    | 4    | 11   | 7    | 13   | 4    | 7    | 10   | 5    | 2    |

## Erfolge
National
- Chinesischer Meister: 1995, 2003 (aberkannt)
- Chinesischer Pokalsieger: 1998, 2017, 2019, 2023
- Chinesischer Superpokalsieger: 1996, 1999, 2002, 2024, 2025

International
- A3 Champions Cup-Sieger: 2007

## Bekannte Spieler
- Sun Xiang (1997–2010)
- Yu Tao (2002–2012)
- Jörg Albertz (2003–2005)
- Xie Hui (2005–2007)
- Gao Lin (2005–2009)
- Carsten Jancker (2006)
- Li Weifeng (2006–2008)
- Nicolas Anelka (2012–2013)
- Didier Drogba (2012–2013)
- Firas al-Khatib (2013–2014)
- Avraam Papadopoulos (2015)
- Tim Cahill (2015–2016)
- Demba Ba (2015–2019)
- Fredy Guarín (2016–2019)
- Carlos Tévez (2017)
- Zhu Chenjie (2018–lfd.)

## Trainer
- Xu Genbao (1994–1996)
- Aco Stoikov (1997)
- Andrzej Strejlau (1997–1998)
- Muricy Ramalho (1998)
- Sebastião Lazaroni (1999)
- Ljupko Petrović (2000)
- Ilija Petković (2001)
- Xu Genbao (2002)
- Wu Jingui (2002–2003)
- Howard Wilkinson (2004)
- Jia Xiuquan (Interimstrainer) (2004)
- Valeri Nepomniachi (2004–2005)
- Wu Jingui (2006)
- Osvaldo Gimenez (2007)
- Wu Jingui (2007–2008)
- Jia Xiuquan (2008–2009)
- Miroslav Blažević (2009–2010)
- Xi Zhikang (2010)
- Dražen Besek (2011)
- Jean Tigana (2012)
- Florent Ibengé (Interimstrainer) (2012)
- Sergio Batista (2012–2013)
- Shen Xiangfu (2013–2014)
- Sergio Batista (2014)
- Francis Gillot (2014–2015)
- Gregorio Manzano (2015–2016)
- Gustavo Poyet (2016–2017)
- Wu Jingui (2017–2018)
- Choi Kang-hee (2018–2021)
- Mao Yijun (2021–2022)
- Wu Jingui (2022–2023)
- Leonid Sluzki (2023–lfd.)

## Vereinswappen

2002–2006
2009–2013
Aktuelles Wappen